# Fèlix Boix i Merino
Fèlix Boix i Merino (Barcelona, 26 de maig de 1858 - Madrid, 11 de maig de 1932) va ser enginyer de Camins, bibliòfag, col·leccionista i crític d'art.

## Biografia
Nascut el 26 de maig de 1858 a Barcelona, va aconseguir el títol d'enginyer de Camins el 1881. L'any 1893 va ingressar en la Companyia dels Ferrocarrils de Madrid a Càceres i Portugal (MCP), per passar el 1904 a la Companyia dels Camins de Ferro del Nord d'España de la qual aquest mateix any va ser nomenat director adjunt i quatre anys més tard, el 1908, director. Ocuparia aquest càrrec fins a la seva defunció l'11 de maig de 1932 a Madrid, exceptuant un període entre 1918 i 1919 en què va exercir de director del Canal d'Elisabet II.
A part de la seva faceta professional s'ha destacat el seu interès per l'art, arribant a exercir de crític artístic. Va ingressar en la Reial Acadèmia de Belles Arts de Sant Ferran el 8 de novembre de 1925.